# Biserka
Biserka je žensko osebno ime.

## Izvor imena
Ime Biserka je slovansko. Tvorjeno je iz besede biser in pripono -ka ter pomensko ustreza po izvoru grškemu imenu Marjeta.

## Različice imena
- moške različice imena: Biser (unikatno), Biserko (unikatno)
- ženska različica imena: Bisera
- sorodno ime: Marjeta

## Pogostost imena
Po podatkih Statističnega urada Republike Slovenije je bilo na dan 31. decembra 2007 v Sloveniji število ženskih oseb z imenom Biserka: 817. Med vsemi ženskimi imeni pa je ime Biserka  po pogostosti uporabe uvrščeno na 203. mesto.

## Osebni praznik
V koledarju je ime Biserka uvrščeno k imenu Marjeta.